# خرشتم
خرشتم، روستایی از توابع بخش مرکزی شهرستان املش در استان گیلان ایران است.
تاریخچه:
مردم این روستا حدود ۲۰۰ سال پیش بعلت بیماری واگیر وبا از آنطرف رودخانه شلمانرود که در گذشته رودی پرآب بوده به این منطقه سرسبز مهاجرت کردند تا از بیماری طاعون در امان باشند.به همین خاطر لهجه مردم خرشتم به مردم کومله شباهت بسیار دارد و برخلاف آنکه روستای خرشتم از توابع شهر املش می باشد لهجه و گویش آنها با مردم املش متفاوت است.تا زمان حمله روسها به شمال ایران این منطقه نامی نداشت بعد از هجوم سربازان روس به منطقه خرشتم و حیرت آنها از زیبایی و سرسبزی آن  نام خارشتم که به روسی به معنی طبیعت سرسبز بوده را برگزیدند که به مرور زمان به واژه خرشتم تبدیل گشته است.
جاذبه های خرشتم:
شالیزارهای برنج،باغ مرکبات،تلمبارهای کرم ابریشم،رودخانه پرآب

## جمعیت
این روستا در دهستان املش شمالی قرار دارد و براساس سرشماری مرکز آمار ایران در سال ۱۳۸۵، جمعیت آن ۶۲۶ نفر (۲۰۵خانوار) بوده‌است.